# Biblioteca Nacional da Bolívia
A Biblioteca Nacional da Bolívia tem suas origens pré-republicanas, da época em que os exércitos libertadores liderados pelo Marechal de Ayacucho, chegaram a Potesí e Chuquisala em abril de 1825.
Nesse período, Antônio José de Seure foi nomeado como prefeito de Chuquisala pelo Marechal Andrés de Santa Cruz, quem como os militares dessa época reconheciam a grande importância da cultura para o progresso de seu povo e enraizamento da liberdade. Incentivaram a criação de periódicos, centros literários e sobre tudo bibliotecas.
Em julho de 1825 Santa Cruz prôpos ao Marechal de Ayacucho, estabelecer uma biblioteca pública nesta capital o souter Dr. Augustín Fernández de Córdova seria nomeado diretor e primeiro bibliotecário, encarregado também de receber assinaturas de voluntários e quantias em dinheiro de todos de todos os senhores que impulsionados pelo espírito público desejariam contribuir com a biblioteca.
Em 23 de julho de 1825, o Marechal de Ayacucho, nomeou Córdova como diretor da biblioteca de Chuquisa junto com mais três oficiais, a proposta da criação da biblioteca foi aprovada imediatamente.
Governos posteriores impulsionaram muito a criação e funcionamento de bibliotecas e em especial a Biblioteca Nacional da Bolívia. Em 1844 o decreto chamado "Ereccional" apresentou as obrigações da bibliotecas de assinar a publicação de periódicos literários, políticos,industriais e mercantis, também de formar coleções dos periódicos oficiais da república, de publicações oficiais como manifestos memoriais, mensagens, etc.
Percebe-se que a visão dos governantes daquela época era fazer das bibliotecas verdadeiros palácios de cultura com funções múltiplas. Alguns anos antes da criação do decreto referido, outra votação governamental criou o "depósito legal" que obrigava as empresas particulares e governamentais a enviarem para a Biblioteca Nacional um exemplar de todos os periódicos, folhetos, livros e etc.